# Zilton de Araújo Andrade
Zilton de Araújo Andrade (Santo Antônio de Jesus, 14 de maio de 1924 — Salvador, 22 de julho de 2020) foi um patologista, pesquisador e professor universitário brasileiro.
Grande oficial da Ordem Nacional do Mérito Científico e membro titular da Academia Brasileira de Ciências, Zilton foi professor emérito e pesquisador da Universidade Federal da Bahia e pesquisador sênior da Fiocruz Bahia. É considerado uma das maiores autoridades mundiais em doenças parasitárias.

## Biografia
Zilton nasceu no município de Santo Antônio de Jesus, no Recôncavo Baiano, em 1924. Era filho de Guiomar de Araújo Andrade e Flávio Henrique Andrade. A família se mudou para Salvador, onde Zilton foi interno no Colégio Ipiranga, cursando o científico no Colégio da Bahia. A decisão de estudar medicina veio através de leituras de obras científicas e da biografia de grandes cientistas. O livro que mais o impressionou na época foi Caçadores de micróbios, de Paul de Kruif.
Em 1950, Zilton se formou em medicina pela Universidade Federal da Bahia. Partiu para a residência médica pela Universidade de Tulane, em Nova Orleans, em 1951 e retornou ao Brasil em 1953. Em 1956 defendeu o doutorado em patologia pela Universidade de São Paulo, com estágio de pós-doutorado no Hospital Monte Sinai, em Nova Iorque, entre 1960 e 1961.

## Carreira
Tornou-se professor titular da Universidade Federal da Bahia em 1974 e professor emérito em 1985, tendo fundado a Residência Médica em Patologia, o Mestrado e o Doutorado em Patologia da universidade. Ganou projeção nacional e internacional na produção de conhecimento científico na área de doenças infecciosas e parasitárias com destaque para Doença de Chagas, esquistossomose e Leishmaniose. Na área diagnóstica dedicou-se à Patologia Hepática. Publicou 277 artigos científicos, orientou 59 alunos de mestrado e doutorado.
Entre 1984 e 1994 foi pesquisador titular da Fiocruz Bahia e em 1995, tornou-se pesquisidor emérito da instituição. Foi Chefe do Departamento de Anatomia Patológica e Medicina Legal e do Serviço de Anatomia Patológica do Hospital Universitário Prof. Edgard Santos, da Universidade Federal da Bahia e Diretor do Centro de Pesquisas Gonçalo Moniz da Fundação Oswaldo Cruz do Ministério da Saúde.
Seus principais linhas de pesquisa eram relacionadas a modelos experimentais de fibrose (esquistossomose murina e fibrose septal associada com infecção por Capillaria hepatica no rato) e cirrose (pelo tratamento com tetracloreto de carbono no rato) hepáticas e à patologia das doenças parasitárias, especialmente Esquistossomose e doença de Chagas.
Zilton era membro da Academia de Medicina da Bahia (cadeira 31) e sócio-emérito da Sociedade Brasileira de Patologia. Era também membro da Academia Brasileira de Ciências e membro honorário da Sociedade Latino-Americana de Patologia, da Sociedade Americana de Medicina Tropical e Higiene (EUA) e da Sociedade Argentina de Cardiologia. Foi também membro honorário da Academia Nacional de Medicina.
Em 2011, Zilton lançou o livro Realidade brasileira em debate que reúne de artigos seus publicados na coluna que manteve no jornal Tribuna da Bahia entre 1985 e 1987. O livro, publicado pela Editora da Ufba, aborda o ensino universitário e a pesquisa científica, além de questões como políticas de saúde, reformas política, agrária e educacional e política internacional.

## Morte
Zilton deu entrada na emergência do Hospital da Bahia, em Salvador, em 22 de julho de 2020, com um quadro de choque hipovolêmico devido a uma hemorragia digestiva alta, que evoluiu para uma parada cardiorrespiratória. Ele morreu aos 96 anos e foi sepultado no Cemitério Jardim da Saudade, na capital baiana.

## Prêmios e honrarias
Entre as condecorações mais importantes que recebeu estão a de comendador da Ordem Nacional do Mérito Científico – Presidência da República do Brasil (1995) e Grã-Cruz da Ordem Nacional do Mérito Científico, da presidência da República do Brasil (2005). Recebeu também o Prêmio Alfred Jurzykowski da Academia Nacional de Medicina e o Prêmio Nacional de Ciência e Tecnologia do CNPq. Zilton foi agraciado ainda com a Comenda Euryclides de Jesus Zerbini, da Sociedade Brasileira de Cardiologia, e a Medalha de Alto Mérito, do Conselho Regional de Medicina da Bahia, entre muitas outras premiações.